# Antiholinergijski agens
Antiholinergijski agens je supstanca koja blokira neurotransmiter acetilholin u centralnom i perifernom nervnom sistemu. Antiholinergici inhibiraju parasimpatetičke nervne impulse selektivnim blokiranjem vezivanja neurotransmitera acetilholina za njegove receptore u nervnim ćelijama. Nervna vlakna parasimpatetičkog sistema su odgovorna za tremore glatkih mišića u gastrointestinalnom traktu, urinarnom traktu, plućima, etc. Antiholinergici se dele u tri kategorije na osnovu njihovih specifičnih bioloških meta u centralnom i/ili perifernom nervnom sistemu: antimuskarinski agensi, ganglionski blokatori, i neuromaskularni blokatori.

## Farmakologija
Antiholinergici se klasifikuju po receptorima na koje deluju:
- Antimuskarinski agensi deluju na muskarinske acetilholinske receptore. Većina antiholinergijskih lekova su antimuskarinici.
- Antinikotinski agensi deluju na nikotinske acetilholinske receptore. Većina njih su nedepolarišući relaksanti skeletalnih mišića za hiruršku primenu, i strukturno su srodni sa kurareom.

## Primeri
Primeri antiholinergika u širokoj upotrebi:
- Antimuskarinski agensi
  - Atropin
  - Benzotropin (Kogentin)
  - Biperiden
  - Ipratropijum (Atrovent)
  - Oksitropijum (Oksivent)
  - Tiotropijum (Spiriva)
  - Glikopirolat (Robionul)
  - Oksibutinin (Ditropan, Driptan, Lirinel XL)
  - Tolterodin (Detrol, Detrusitol)
  - Hlorfenamin (Hlor-Trimeton)
  - Difenhidramin (Benadril, Somineks, Advil PM, etc.)
  - Dimenhidrinat (Dramamin)
  - Orfenadrin
  - Triheksifenidil
  - Diciklomin (Dicikloverin)

- Antinikotinski agensi
  - Bupropion (Ziban, Velbutrin) - Ganglionski blokator
  - Heksametonijum - Ganglionski blokator
  - Tubokurarin - Nedeplorišući relaksant skeletalnih mišića
  - Dekstrometorfan - Supresant kašlja i ganglionski blokator
  - Mekamilamin - Ganglionski blokator
  - Doksakurijum - Nedeplorišući relaksant skeletalnih mišića